# Вранъ камък
Вранъ камък (среща се също като Големия камък) е скално светилище, намиращо се на 1,7 km от центъра на село Враня стена (Област Перник).

## Описание и особености
Високите скали на светилището се издигат на около 100 m височина на източната страна на село Враня стена. На няколко места в подножието на скалите се наблюдава обработка на камъка, като най-изявените изсичания са няколко продълговати скални ями, улеи и вкопавания. На високия отвесен склон се забелязва и вход на малка пещера. Друга малка пещера се наблюдава на източната страна на скалния масив.
Според местните хора, името на селото – „Врана/я стена“ – произлиза от названието на скалната грамада, наричана открай време „Вранъ камък“ („Враня стена“), поради това, че скалният феномен е с цвета на гарвана. Според местния диалект с името „вранье“ населението нарича гарваните, които в далечното минало са обитавали скалната грамада.
Предполага се че светилището е праисторическо и впоследствие е било преизползвано от някое от тракийските племена лееи, агриани, дентелети, които обитават региона през Желязната епоха.

## Исторически контекст
Земите на Горна Струма, в които влиза районът на днешното село Лобош са с богата хилядолетна история. Според оскъдните археологически данни първите известни обитатели на този район са от Новокаменната и Камнно-медната епохи, а впоследствие тракийските племена – леи, агриани (граои) и дентелети. В планините на Краище са регистрирани скални светилища, използвани през Желязната епоха, които не са археологически проучени в цялост – мегалитното светилище Вран камък, включително.
В западното подножие на връх Рудината в местността „Манастиро“, на 915 m н.в. и на 6 km от село Лобош, под висока скала са руините на средновековния манастир „Света Петка“, до който се намира каптиран карстов извор (наричан от местните жители „Изворо“), от който е изведена чешма, водата, от която е вярвана като „Светата вода“.
Според наличните данни мястото е било почитано като свещено още от дълбока древност, преди изграждането на християнския храм. Изворът и скала, която вероятно първоначално е наподобявала човешко изображение оприличавано на „воин – пазач“ са почитани още от древните траки, които вероятно са вярвали мястото за свещено. След VI век с разпространението на християнството, по пътя на приемствеността, на мястото на езическото светилище е изграден християнски храм.
По южния склон на планината, на 700 m от билото е регистрирано селище, което е укрепено от три страни с каменен зид, изграден от ломени камъни без спойка, запазен във височина от 2 – 3 реда камъни. От северната страна не е регистриран зид, вероятно поради естествената защита на терена. Селището е регистрирано по време на теренно обхождане на местността през 2004 г.
Отвъд билото на Рудина планина, под източния склон се намира мегалитното гробно съоръжение при Генин чукар, проучено частично през 2011 година от археолози от РИМ Кюстендил.